# Fronteira Argélia–Líbia
A fronteira entre a Argélia e a Líbia é uma linha de 982 quilômetros de extensão, sentido norte-sul, no Deserto do Saara, que separa a porção central leste da Argélia do sul-leste da Líbia. No norte se inicia na altura do paralelo 30º Norte, na tríplice fronteira Líbia-Argélia-Tunísia, proximidades de Gadamés (Líbia), e vai para o sul até outra tríplice fronteira, dos dois países com o Níger, na altura do Trópico de Câncer. Separa os vilaietes argelinos de Illizi e Tamanghasset (curto trecho sul) das províncias líbias Gadamés, Axati e Gate.
Essa fronteira se define junto com a história das duas nações no século XX. A Itália invadiu o território Líbio, tomando o mesmo do Império Otomano em 1911, passando a colonizá-lo em 1934. Na Segunda Grande Guerra, expulsos os italianos, o país é dividido entre França e Reino Unido. A independência líbia ocorre em 1951. A Argélia é colônia francesa desde o século XIX. Ao fim da Segunda Grande Guerra se iniciam os conflitos pela independência que duram até 1962, quando, com a Argélia Livre, cerca de um milhão de pied-noirs voltam à França.